# كونستانتين فيوكتيستوف
كونستانتين بتروفيتش فيوكتيستوف (روسي: Понстантин Петрович Феоктистов ؛ 7 فبراير 1926 - 21 نوفمبر 2009) رائد فضاء سوفيتي ومهندس فضاء بارز. كما كتب العديد من الكتب حول تكنولوجيا الفضاء والاستكشاف. ورائد الفضاء الذين شاركوا، مع فلاديمير م. كوماروف وبوريس ب. يغوروف . أول رحلة فضائية متعددة الوسائط في العالم، فوسخود 1 (1964).
خلال احتل فارونيش في الحرب العالمية الثانية ، كان فوكتيستوف، الذي كان يبلغ من العمر 16 عامًا فقط، يعمل كشاف للجيش السوفيتي. وتنفيذ مهام استطلاعية للجبهة، لكن تم ألقي القبض عليه من قبل الألمان وحكم عليه بالإعدام رميا بالرصاص. أطلق الرصاص على الرقبة، وتظاهر بالموت وهرب من خندق الدفن. التحق في وقت لاحق بمدرسة موسكو نيومان التقنية العليا وعمل لفترة من الوقت كمهندس مصنع. في عام 1955 حصل على ما يعادل درجة الدكتوراه. ومنذ ذلك الوقت عملت في برنامج الفضاء السوفيتي تصميم المركبات الفضائية والمعدات

## روابط خارجية
- كونستانتين فيوكتيستوف على موقع الموسوعة البريطانية (الإنجليزية)
- كونستانتين فيوكتيستوف على موقع مونزينجر (الألمانية)